# Luísa Sobral
Luísa Maria Vilar Braamcamp Sobral (née le 18 septembre 1987 à Lisbonne), est une auteure-compositrice-interprète portugaise.
Elle est notamment connue pour avoir écrit et composé Amar pelos dois, une chanson interprétée par son frère Salvador Sobral qui a permis au Portugal de remporter, pour la première fois, le Concours Eurovision de la chanson, en 2017, lors de la 62e édition.

## Biographie
Luisa Sobral naît le 18 septembre 1987 à Lisbonne. Elle est la sœur aînée de Salvador Sobral.
En 2005, elle part aux États-Unis pour étudier au Berkley College of Music de Boston. Elle y restera durant quatre ans. En 2011, elle publie son premier album The Cherry on My Cake qui s'installe dans le top 10 des meilleures ventes au Portugal. Il est suivi en 2013 par There's a Flower in My Bedroom, sur lequel elle fait notamment un duo avec Jamie Cullum. Son troisième album, Lu-Pu-I-Pi-Sa-Pa, est publié en 2014.
En 2016, elle sort son quatrième album, Luísa. Celui-ci a été enregistré aux « United Recording Studios » à Los Angeles, studios qui ont notamment été fréquentés par des grands noms de la chanson, comme Frank Sinatra, Ray Charles, Ella Fitzgerald, Jay-Z ou bien U2.
En 2017, elle écrit et compose la chanson Amar pelos dois pour son frère Salvador Sobral pour représenter le Portugal à l'Eurovision. Le 13 mai 2017, ce dernier remporte la finale et invite Luisa à interpréter la chanson en duo. Quelques heures avant cette victoire, elle remporte le Prix Marcel Bezençon de la Meilleure Composition.

## Discographie
- 2011 : The Cherry on My Cake
- 2013 : There's a Flower in My Bedroom
- 2014 : Lu-Pu-I-Pi-Sa-Pa
- 2016 : Luísa
- 2018 : Às 5as no jardim